# Moussa Doumbia
Moussa Doumbia (Bamako, 15 de agosto de 1994) es un futbolista maliense. Juega como mediocampista y milita en el F. C. Sochaux-Montbéliard del Championnat National.

## Selección nacional
Fue convocado por el técnico polaco Henryk Kasperczak para un partido amistoso ante China el 29 de junio de 2014, el cual Malí ganó 1-3. Doumbia fue titular y jugó 69 minutos antes de salir de cambio por Diadie Samassekou.

## Clubes

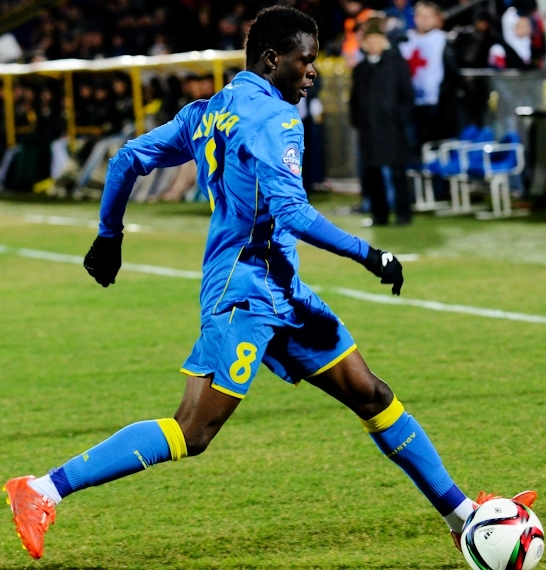

| Club                           | País           | Año       |
| ------------------------------ | -------------- | --------- |
| AS Real Bamako                 | Mali           | 2014      |
| F. C. Rostov                   | Rusia          | 2014-2018 |
| P. F. C. Arsenal Tula (cesión) | Rusia          | 2017      |
| Stade de Reims                 | Francia        | 2018-2022 |
| F. C. Sochaux-Montbéliard      | Francia        | 2022-2023 |
| Al-Adalah Club                 | Arabia Saudita | 2023-2024 |
| F. C. Sochaux-Montbéliard      | Francia        | 2025-     |